# Poecilimon geoktschajcus
Poecilimon geoktschajcus är en insektsart som beskrevs av Stshelkanovtzev 1910. Poecilimon geoktschajcus ingår i släktet Poecilimon och familjen vårtbitare. Inga underarter finns listade i Catalogue of Life.